# Loukas Papadīmos
Loukas Demetrios Papadīmos (IPA: [luˈkas papaˈðimos]), traslitterato anche come Lucas Papademos (in greco Λουκάς Παπαδήμος?; Atene, 11 ottobre 1947) è un economista e politico greco.
È stato primo ministro della Grecia dall'11 novembre 2011 al 16 maggio 2012.

## Biografia
Papadīmos nacque ad Atene, da genitori originari di Desfina nella Focide, e dopo essersi laureato nel 1966, ha studiato al Massachusetts Institute of Technology, conseguendo la laurea in Fisica nel 1970, un master in Ingegneria elettrica nel 1972 e un dottorato in Economia nel 1978.
Papadīmos intraprende la carriera accademica nel 1975 presso la Columbia University, dove ha insegnato economia fino al 1984, lavorando, oltre a livello accademico con Franco Modigliani sul concetto di NAIRU, anche come economista senior alla banca della Federal Reserve di Boston nel 1980, prima di trasferirsi all'Università Nazionale Capodistriana di Atene nel 1988.
Nel 1985 entra a far parte della Banca di Grecia, assumendo l'incarico di capo economista della banca centrale, divenendone poi vice-governatore nel 1993 e infine governatore nel 1994, carica che ha ricoperto fino al 2002. Durante la sua guida della banca greca, Papadīmos è stato coinvolto nella transizione della Grecia dalla dracma greca alla euro come moneta nazionale unica.
Nel 2002 Papadīmos lascia la Banca di Grecia per diventare vicepresidente della Banca centrale europea, sotto le presidenze di Wim Duisenberg prima e Jean-Claude Trichet poi, ricoprendo l'incarico fino al 31 maggio 2010.
Dal 2010 al 2012 è stato consigliere economico del primo ministro greco Giōrgos Papandreou.
È membro dell'Accademia di Atene e professore all'Università di Atene.

### Primo ministro della Grecia

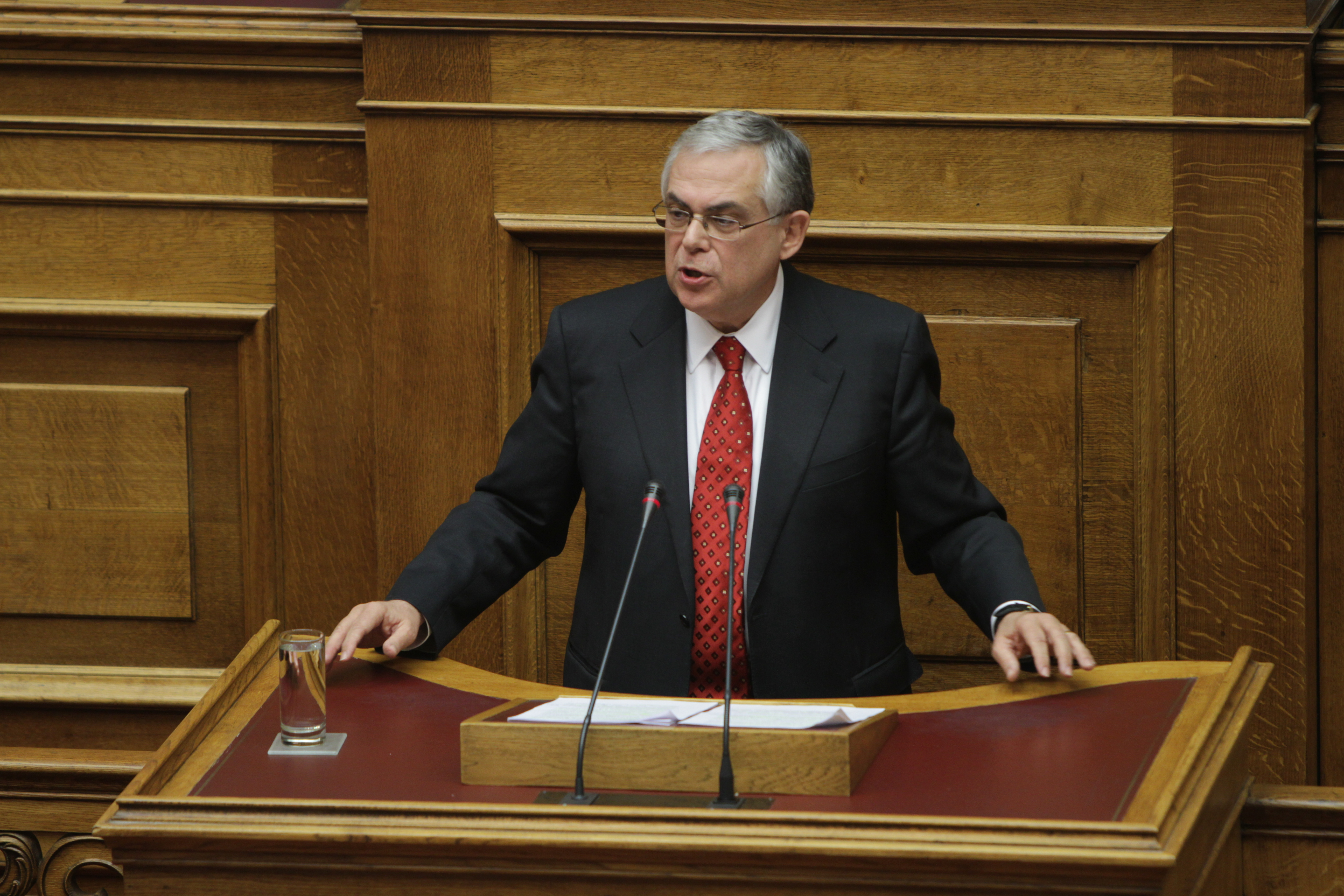
Papadīmos parla al Parlamento ellenico il 14 novembre 2011.

Tra il 7 e l'8 novembre 2011 le principali forze politiche greche (socialisti e Nuova Democrazia) si sono accordate sulla nomina di Papadīmos a nuovo Primo ministro, dopo le dimissioni dell'esecutivo guidato da Giórgos Papandreou. Il 10 novembre 2011 è stato nominato primo ministro greco, il giorno dopo ha giurato come capo del nuovo governo transitorio, che ha anche ottenuto l'appoggio della destra confessionale.

### Attentato
Il 25 maggio 2017 è stato ferito ad una gamba e all'addome, nella propria macchina con il suo autista (anche lui ferito), in seguito alla detonazione di un ordigno esplosivo nascosto in una busta; è stato poi ricoverato all'ospedale Evangelismos di Atene.